# Carlos Chávez
Carlos Antonio de Padua Chávez y Ramírez (13. června 1899 Ciudad de México – 2. srpna 1978 Ciudad de México) byl mexický hudební skladatel, dirigent, hudební teoretik a novinář. V roce 1928 byl zakladatelem Mexického národního symfonického orchestru (Orquesta Sinfónica Nacional), jehož prvním ředitelem pak byl a až do roku 1949 byl i šéfdirigentem. V letech 1928–1933 byl rovněž ředitelem Národní konzervatoře (Conservatorio Nacional de Música). Napsal šest symfonií, z nichž nejznámější je ta druhá, z roku 1936, nazvaná Sinfonía india, v níž užil tradiční hudební nástroje Jakiů. Spojení evropského hudebního modernismu a indiánské lidové hudby se stalo jeho typickým tvůrčím postupem. K jeho učitelům patřil Manuel María Ponce.